# Jonathan Bornstein
Jonathan Rey Bornstein (Torrance, 7 november 1984) is een Amerikaans-Mexicaans voormalig voetballer die doorgaans speelde als linksback. Tussen 2006 en 2024 was hij actief voor Chivas USA, Tigres UANL, Atlante, Querétaro, Maccabi Netanja, Chicago Fire en CDS Vida. Bornstein maakte in 2007 zijn debuut in het voetbalelftal van de Verenigde Staten en kwam uiteindelijk tot achtendertig interlandoptredens.

## Clubcarrière
Bornstein speelde tussen 2006 en 2010 meer dan honderd wedstrijden voor Chivas USA in de Major League Soccer. Bij die club vormde coach Bob Bradley hem om tot linksback; op die positie zou hij ook blijven spelen. In juli 2010 werd bekendgemaakt dat de verdediger zou gaan spelen bij Tigres UANL. Nadat hij daar erg weinig speelde, mocht hij eind 2012 al vertrekken. Het duurde uiteindelijk nog tot januari 2014, toen hij verhuurd werd aan Atlante. Na een half jaar keerde hij terug, maar direct verkaste hij naar Querétaro. Gedurende vier seizoenen kwam de Amerikaan tot eenentachtig competitiewedstrijden bij Querétaro, waarna hij medio 2018 verkaste naar Maccabi Netanja. Een jaar na zijn komst naar Israël keerde de linksback terug naar de Verenigde Staten, waar hij voor Chicago Fire ging spelen. Hier vertrok hij in januari 2023. Hierop tekende hij voor een jaar bij CDS Vida. In januari 2024 verliep zijn verbintenis en hierop besloot Bornstein op negenendertigjarige leeftijd een punt te zetten achter zijn actieve loopbaan.

## Interlandcarrière
Bornstein debuteerde op 20 januari 2007 in het voetbalelftal van de Verenigde Staten, toen met 3–1 gewonnen werd van Denemarken. De linksback maakte ook direct zijn eerste doelpunt. In 2010 werd Bornstein door bondscoach Bob Bradley opgenomen in de selectie voor het WK in Zuid-Afrika. Tijdens de eerste twee duels zat hij op de bank, maar tegen Algerije en Ghana kwam hij wel in actie. Sinds de aanstelling van Jürgen Klinsmann als keuzeheer werd Bornstein niet langer opgeroepen.